# Corchorus cunninghamii
Corchorus cunninghamii är en malvaväxtart som beskrevs av Ferdinand von Mueller. Corchorus cunninghamii ingår i släktet Corchorus och familjen malvaväxter. Inga underarter finns listade i Catalogue of Life.